# Modysticus modestus
Modysticus modestus là một loài nhện trong họ Thomisidae.
Loài này thuộc chi Modysticus. Modysticus modestus được miêu tả năm 1904 bởi Scheffer.